# توماس دورفلينجر
توماس دورفلينجر (بالألمانية: Thomas Dörflinger)‏ (و. 1965  م) هو صحفي، وسياسي ألماني، ولد في فالدزهوت-تينغن، هو عضوٌ في الاتحاد الديمقراطي المسيحي (منذ 1984)، شارك في الانتخابات الرئاسية الألمانية 2012، والانتخابات الرئاسية الألمانية 2010، والانتخابات الرئاسية الألمانية 1999 ‏، والانتخابات الرئاسية الألمانية 2004، والانتخابات الرئاسية الألمانية 2009، والانتخابات الرئاسية الألمانية 2017، ترشح في الانتخابات الفدرالية الألمانية 2013، وحصل على 51.4 نسبة مئويةمن الأصوات.

## مناصب
تولى منصب عضو في البوندستاغ الألماني (27 أكتوبر 2009–22 أكتوبر 2013)
- عضو في البوندستاغ الألماني (18 أكتوبر 2005–27 أكتوبر 2009)
- عضو في البوندستاغ الألماني (17 أكتوبر 2002–18 أكتوبر 2005)
- عضو في البوندستاغ الألماني (26 أكتوبر 1998–17 أكتوبر 2002)[7]
- عضو في البوندستاغ الألماني (26 أكتوبر 1998–17 أكتوبر 2002)

.

## التعليم
تعلم في جامعة كونستانز، في تخصص علم التاريخ ‏، وعلوم سياسية، وتحصل منها على ماجستير الفنون ‏ (1986–1992)
.